# Aquia Harbour
Aquia Harbour – jednostka osadnicza w Stanach Zjednoczonych, w stanie Wirginia, w hrabstwie Stafford.